# C/2022 E3

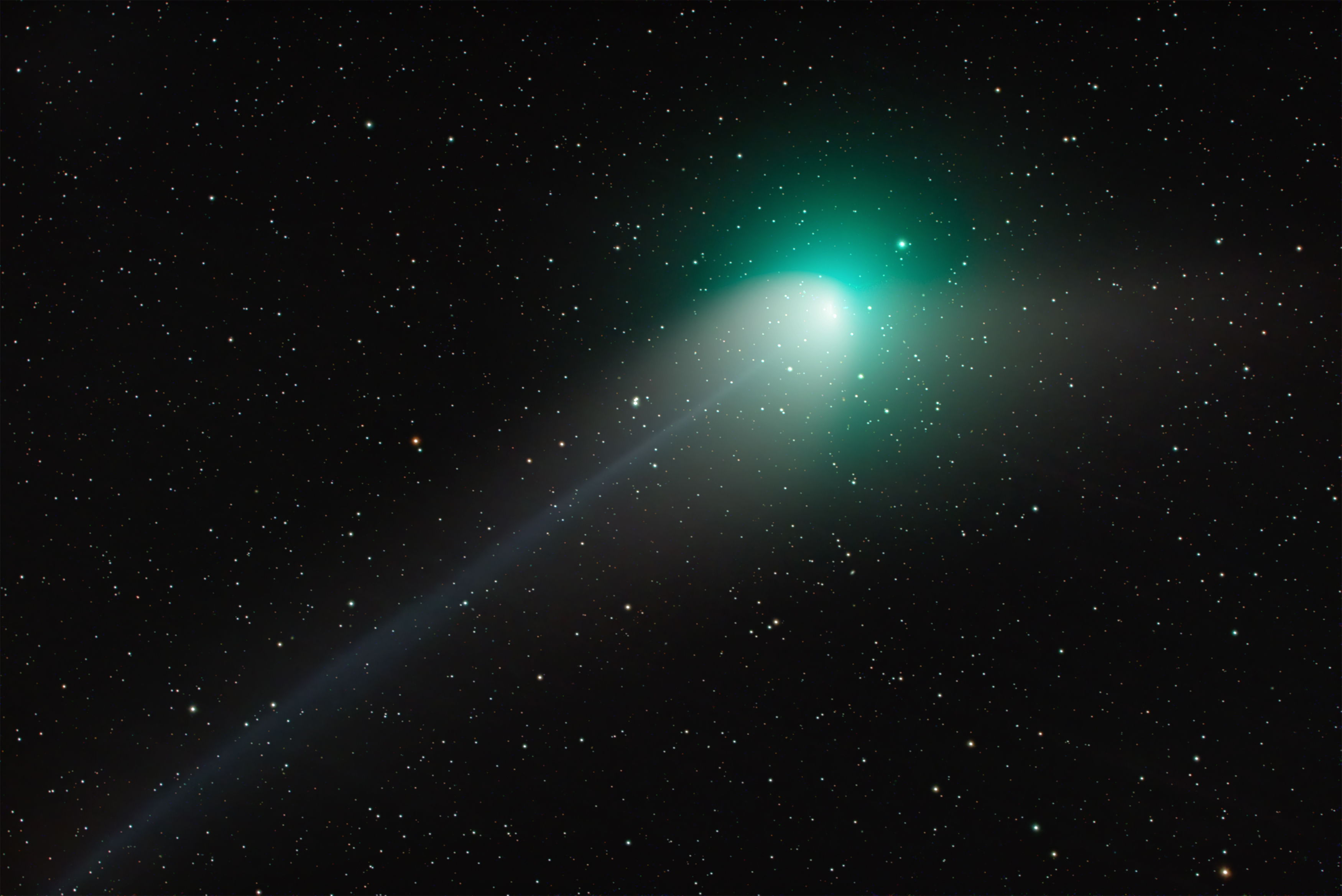
2023년 1월 27일 모습

C/2022 E3(ZTF)는 2022년 3월 2일 ZTF(Zwicky Transient Facility)에서 발견된 오르트 구름의 비주기 혜성이다. 이 혜성은 햇빛의 영향으로 이원자 탄소와 사이아노젠에 대해 핵 주위에 밝은 녹색 빛을 낸다. 혜성의 체계적 명칭은 C로 시작하여 주기혜성이 아님을 나타내며, '2022 E3'는 2022년 3월 상반기에 발견된 세 번째 혜성임을 의미한다.
혜성 핵의 크기는 약 1㎞로 8.5~8.7시간마다 회전하는 것으로 추정됐다. 먼지와 가스의 꼬리는 수백 만 킬로미터에 걸쳐 뻗어 있었고, 2023년 1월에는 반꼬리도 보였다.
혜성은 2023년 1월 12일 약 1.11 AU(1억 6,600만km, 1억 300만 마일) 거리에서 근일점에 도달했으며, 지구에 가장 가까운 접근은 2023년 2월 1일 약 0.28AU(4,200만km) 거리에서 이루어졌다. 혜성은 등급 5에 도달했고 달이 없는 어두운 하늘 아래에서 육안으로 볼 수 있었다.